# Condeixa-a-Nova
Condeixa-a-Nova község és település Portugáliában, Coimbra kerületben. A település területe 138,67 négyzetkilométer. Condeixa-a-Nova lakossága 17078 fő volt a 2011-es adatok alapján. A településen a népsűrűség 120 fő/ négyzetkilométer. A település közelében feküdt az ókori Conimbriga városa, melynek jó állapotban fennmaradt romjai látogathathatóak és múzeumot is kialakítottak. 
Condeixa-a-Nova hagyományosan mezőgazdaságból élő település, ugyanakkor a kerámiakészítés és a gyógyszeripar is megvetette a lábát a községben.
A település legmagasabb pontja 465, míg a legalacsonyabb pontja 12 méteren fekszik.

## Települései
A község a következő településeket foglalja magába, melyek:
- Anobra
- Condeixa-a-Velha e Condeixa-a-Nova
- Ega
- Furadouro
- Sebal e Belide
- Vila Seca e Bem da Fé
- Zambujal

## Fordítás
Ez a szócikk részben vagy egészben  a   Condeixa-a-Nova című angol Wikipédia-szócikk ezen változatának fordításán alapul.  Az eredeti cikk szerkesztőit annak laptörténete sorolja fel. Ez a jelzés csupán a megfogalmazás eredetét és a szerzői jogokat jelzi, nem szolgál a cikkben szereplő információk forrásmegjelöléseként.